# Metopolophium darjeelingense
Metopolophium darjeelingense är en insektsart. Metopolophium darjeelingense ingår i släktet Metopolophium och familjen långrörsbladlöss. Inga underarter finns listade i Catalogue of Life.